# Девилс-Лейк (аэропорт)
Региональный аэропорт Девилс-Лейк, также известный, как Нок-Филд, (англ. Devils Lake Regional Airport), (ИАТА: DVL, ИКАО: KDVL, FAA LID: DVL) — государственный гражданский аэропорт, расположенный в трёх километрах к западу от центрального делового района города Девилс-Лейк (Северная Дакота), США.
Деятельность аэропорта субсидируется за счёт средств Федеральной программы США Essential Air Service (EAS) по обеспечению воздушного сообщения между небольшими населёнными пунктами страны.

## Операционная деятельность
Аэропорт содержит два здания пассажирских терминалов, одно из которых используется для обслуживания пассажиров бизнес-класса. Аэропорт в подавляющем большинстве обслуживает рейсы авиации общего назначения, по субботам и воскресеньям выполняются регулярные коммерческие рейсы.
Региональный аэропорт Девилс-Лейк занимает площадь в 262 гектара, расположен на высоте 444 метра над уровнем моря и эксплуатирует две взлётно-посадочные полосы:
- 13/31 размерами 1679 x 46 метров с асфальтовым покрытием;
- 3/21 размерами 1314 x 23 метров с асфальтовым покрытием.

За период с 30 ноября 2006 года по 30 ноября 2007 года Региональный аэропорт Девилс-Лейк обработал 23 342 операции взлётов и посадок воздушных судов (в среднем 63 операции ежедневно), из них 86 % пришлось на авиацию общего назначения, 10 % — на рейсы аэротакси и 4 % составили рейсы военной авиации.